# Mangalin Han
Mangalin Han (cyr. Мангалин Хан) – wieś w Bośni i Hercegowinie, w Republice Serbskiej, w gminie Višegrad. W 2013 roku liczyła 2 mieszkańców.